# توکیو غول اس
توکیو غول اس (ژاپنی: 東京喰種【S】 هپبورن: Tōkyō Gūru Esu) فیلمی ژاپنی در ژانر ترسناک و خیال‌پردازی تاریک به کارگردانی مشترک تاکویا کاواساکی و کاروهیکو هیراماکی و محصول سال ۲۰۱۹ است. فیلم‌نامه این فیلم توسط چوجی میکاسانو بر اساس مجموعه مانگای توکیو غول به قلم سوئی ایشیدا به رشته تحریر درآمده است. ماساتاکا کوبوتا، مایکا یاماموتو، شوتا ماتسودا، نوبویوکی سوزوکی، و شونیا شیرائیشی بازیگران فیلم هستند. این فیلم به عنوان دنبالهٔ توکیو غول (۲۰۱۷) محسوب می‌شود. توکیو غول اس توسط استودیوی شوچیکو در تاریخ ۱۹ ژوئیه ۲۰۱۹ در کشور ژاپن به نمایش درآمد.